# 베이먼구

베이먼 구의 위치

베이먼구(한국어: 북문구, 중국어: 北門區, 병음: Běimén Qū)는 중화민국 타이난시의 시할구이다. 넓이는 44.1003km2이고, 인구는 2015년 8월 기준으로 11,565명이다.

## 지리
베이먼 향은 타이난시 북서단의 연안 지구에 위치하고 동쪽은 쉐자 구와, 남쪽은 장쥔 구와, 북쪽은 바장시(八掌溪)를 사이에 두고 자이 현 이주 향, 부다이 진과 각각 접하고 있다.

## 역사
베이먼 구는 옛날에는 타이장 내해로 흘러 들어가는 급수계(急水渓) 하구에 위치하는 사주이며 옛 이름은 북문서(北門嶼)였다. 북문은 청대에 설치된 대만부의 북방에 위치한 것에서 명명되었다. 건륭 말년부터 가경 연간에 걸쳐 퇴적물에 의해 육지와 연결되었다. 도광 연간에는 제염업으로 번영하였고, 일본 통치 초기에 소금의 전매제가 폐지된 것 때문에 일시적으로 쇠퇴하였으나, 1899년에 전매제가 부활하면서 다시 번영했다. 1920년의 타이완 지방제 개편 때 이곳에 호쿠몬 장(北門庄)이 설치되어 다이난 주 호쿠몬 군의 관할이 되었다. 전후에 타이난 현 베이먼 향으로 개편되어 현재에 이르고 있다.